# Club Atlético San Telmo
Il Club Atlético San Telmo, meglio noto come San Telmo, è una società polisportiva argentina con sede a Buenos Aires. La sua sezione calcistica milita nella Primera B Nacional e gioca le partite casalinghe presso lo stadio Osvaldo Baletto.

## Storia

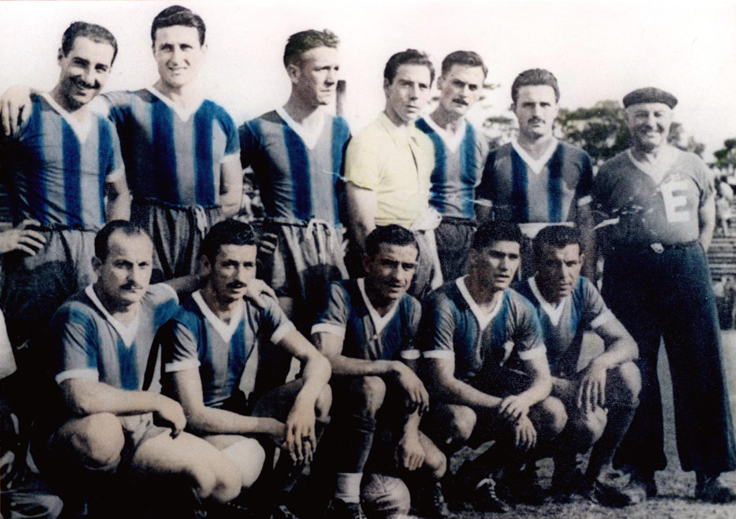
La squadra titolare del San Telmo nella stagione 1948-1949, quando vinse per la prima volta la quarta serie argentina.

La società fu fondata il 5 marzo 1904. da Francisco Pantarotto, che fu anche il primo presidente del club. Nel 1916 entra a far parte della AFA, federazione calcistica dell'Argentina.
Nel 1975 il San Telmo arriva terzo in Primera B, così si candida per i play-off per la promozione in Primera Division, e li vince; in quella stagione viene ricordata una partita contro il Boca Juniors, che terminò contro tutti i pronostici: infatti il match lo vinse il San Telmo per 3 - 1. Nella stessa stagione però, il club venne retrocesso ancora in Primera B e da quel momento non riuscì più ad arrivare fino in prima serie, tant'è che qualche anno dopo fu persino retrocesso in Primera C Metropolitana.
Attualmente la società milita ancora nella stessa serie.

## Stadio
La sede del club è situata nel barrio di San Telmo mentre lo stadio Osvaldo Baletto si trova al di fuori dei confini cittadini, presso la Isla Maciel, nel partido di Avellaneda, nella provincia di Buenos Aires.

## Palmarès

### Competizioni nazionali
- Primera C Metropolitana: 4

1949, 1956, 1961, 2015

### Altri piazzamenti
- Primera B Metropolitana:

Terzo posto: 2020